# Hirmoneura nubipennis
Hirmoneura nubipennis är en tvåvingeart som först beskrevs av Camillo Rondani 1863.  Hirmoneura nubipennis ingår i släktet Hirmoneura och familjen Nemestrinidae. Inga underarter finns listade i Catalogue of Life.